# Орша (присілок, Тверська область)
Орша (рос. Орша) — присілок в Калінінському районі Тверської області Російської Федерації.
Населення становить 84 особи. Входить до складу муніципального утворення Каблуковське сільське поселення.

## Історія
Від 2005 року входить до складу муніципального утворення Каблуковське сільське поселення.

## Населення
| 1859 | 1886 | 2002 | 2010 |
| ---- | ---- | ---- | ---- |
| 186  | ↗224 | ↘15  | ↗84  |